# Alain de Bretagne
Alain de Bretagne plus rarement connu sous le nom d’Alain III de Bretagne ou plutôt d’Alain III de Nantes[réf. nécessaire] (né après 981, mort en 990), fils de Guérech de Bretagne et d'Aremburge d'Ancenis, fut comte de Nantes et de jure duc de Bretagne  de 988 à 990.

## Biographie
Il devient comte de Nantes très jeune après la mort de son père mais mourut a priori de maladie selon la Chronique de Nantes dès 990. Sa disparition permet à Conan le Tort, comte de Rennes, d'occuper Nantes où il construit le château du Bouffay, de confier le gouvernement de la cité à son allié l'évêque Orscand de Vannes et de se proclamer duc de Bretagne.